# デレク・ハートフィールド
デレク・ハートフィールド（Derek Heartfield/Hartfield？、1909年 - 1938年）は、村上春樹の小説『風の歌を聴け』の中に登場する架空の人物。同作の主人公「僕」が最も影響を受けた作家として登場する。代表作は冒険小説と怪奇モノを掛け合わせた『冒険児ウォルド』シリーズとされる。
『風の歌を聴け』の発表当初、実在の人物であるか議論を呼び、図書館や書店に問い合わせがなされ混乱を引き起こすなど、現実世界にも影響を与えた。
作中では「デレク・ハートフィールド」表記で英文綴りは不明であるが、アルフレッド・バーンバウム訳(1987 講談社インターナショナル)では"Derek Heartfield"であった。テッド・グーセン訳(2016 Vintage International)では"Derek Hartfield"に変わっている。なお、英語圏でHeartfield、Hartfield姓は実在する。

## 設定
以下、本節の記述は全て『風の歌を聴け』の中で語られる架空の設定である。

### 生涯
デレク・ハートフィールドは、1909年にアメリカ合衆国オハイオ州の小さな町で、無口な電信技師の父と星占いとクッキーを焼くのがうまい小太りな母のもとに生まれた。幼少時代は友人が少なく、暇を見つけてはコミック・ブックやパルプ・マガジンを読み漁った。高校卒業後、郵便局員となったが長続きせず、小説家へと進路を定めた。
1930年、5作目の短編が『ウェアード・テールズ』に20ドルで買い取られ、以降レミントンのタイプライターを半年で買い換えるペースで執筆を進めた。
1938年6月、母の死の直後のある晴れた日曜日の朝にエンパイア・ステート・ビルの屋上から飛び降りて死亡。この際、右手にヒットラーの肖像画を抱え、左手に傘をさしていた。昼の光に、夜の闇の深さがわかるものかというニーチェによる言葉が遺言に従い刻まれたオハイオ州のハイヒールの踵ぐらいの小さな墓に埋葬されている。

### 人物と作風
好きなものは銃と猫と母親のクッキーだけであり、銃に関しては全米一のコレクターと呼べるほど打ち込んでいた。
作品のほとんどは冒険小説ないし怪奇ものであり、代表作の『冒険児ウォルド』シリーズはその二つをうまく合せていると評される。作中で人生・夢・愛といった主題を直接的に扱うことは稀であった。ハートフィールドは小説について、それが情報であるという前提のもと、グラフや表で表現できるべきであり、その正確さは文量に比例すると考えており、この観点からロマン・ロランの『ジャン・クリストフ』を高く評価していた。一方レフ・トルストイの『戦争と平和』については（「僕」によるとハートフィールドにとっては大抵の場合「不毛さ」を意味する）宇宙の観念が不足しているという理由により、再三の批判を加えている。また、『フランダースの犬』もお気に入りであった。
「僕」はハートフィールドについて、ストーリーは出鱈目であり、テーマも稚拙だったが、文章を武器として闘うことのできるという点において、同時代のアーネスト・ヘミングウェイやF・スコット・フィッツジェラルドにも劣らない非凡で稀有な作家であったと評し、文章についての多くをデレク・ハートフィールドに学んだ。殆ど全部、というべきかもしれないと語っている。

### 作品
- 『気分が良くて何が悪い?』[3] What is so bad about feeling good?（1936年）
- 『虹のまわりを一周半』[10]（1937年）
- 『冒険児ウォルド』全42編[2]
- 『火星の井戸』[11]（1938年）

## 現実世界への影響
『風の歌を聴け』の発表当初（1979年5月）、大学図書館などでは、「デレク・ハートフィールドの著作を読みたい」という学生のリクエストに応えて司書が著作を探しては首をかしげるという誤解が後を絶たず、書店でも混乱が生じたとされる。村上は群像新人文学賞直後の週刊朝日 (1979) において、ハートフィールドはでっちあげですよと答えており、ハートフィールドが架空の人物であるということについてはこの時点で一応の決着がついている。
『風の歌を聴け』には『群像』（1979年6月号）への掲載後の単行本化の際（1979年7月25日）に「ハートフィールド再び……」という後書きに当たる文章が付け加えられている。この「後書き」において村上は、（「僕」が）ハートフィールドという作家に出会わなければ〔……〕僕の進んだ道が今とはすっかり違ったものになっていたはずであると書き、（「僕」が）ハートフィールドの墓を訪れたとも記している。平野 (2019, pp. 53–54) はこれについて、上田, 三木 & 菅野 (1979) においてハートフィールドが実在の人物であるか否かについて議論が交わされたことを受け、いわばダメ押しをするために加筆されたものであると推測している。
その後幻想文学 (1983) において村上は、某洋書店がデレク・ハートフィールドの註文を受け迷惑したことや、架空の人物をあとがきに書いたことなどが出版社で問題になったことを語っている。

## モデルの推定
村上自身は幻想文学 (1983) において、カート・ヴォネガットやハワード・フィリップス・ラヴクラフト、ロバート・E・ハワードといった好きな作家を混ぜあわせてひとつにしたものですねと述べている。また、畑中 (1985) は、経歴の類似性からR・E・ハワードがモデルであると比定し、久居 & くわ (1991) は、同様に架空の書籍の引用という手法を用いたラヴクラフトの事績も取り込んでいるとする。以上を参照した上で平野 (2019) は、春樹の祖父である村上弁識がモデルであったとの説を提示している。その根拠として平野は、弁識の「識」はハートフィールドの「ハート」（心）に通じる語であることを挙げ、傍証として『風の歌を聴け』の物語の始まりと終わりの日付（1970年8月8日に始まり、18日後、8月26日に終わる）と弁識の命日(1958年8月25日、70歳、1888年生まれ？)といった作中の数字と弁識に関する数字との一致を挙げる。しかし、弁識は作家でも芸術家でもなく、「フィールド」の説明はなく、思い付きの域を出ない。
なお、平野は人名辞典にないことを根拠に「英語圏には「ハートフィールド」という人名は存在しない」としているが、ネット検索で"Thad Heartfield"(テキサス州ボーモント連邦地裁上級判事)氏や"Gary Heartfield"(テネシー州のカンバーランド大学教員)氏が確認されることから誤りである。
大塚英志の「村上春樹論」(2006)には「庄司薫はデレクハートフィールドなのか」という章がある。
また、「ハートフィールド」の元になったと考えられる最も著名な人物はドイツ人で反ファシズム・反ナチスの写真作家ジョン・ハートフィールドである。第一次大戦中の反イギリス風潮に反発して改名した(本名"Helzfeld"の英語化)という。「ドイツベルリンのダダイストJohn Heartfield(本名:Helmut Herzfeld 1891年6月19日 – 1968年4月26日)は、1920年代に写真の部分的な要素を切り貼りしたフォトモンタージュの作風で作品を制作した。John Heartfieldの作品は、細密なフォトモンタージュで、切り貼りされた跡がわからないように仕上げられているのが大きな特徴である。 フォトモンタージュのテーマのほとんどがナチス批判である。」
飛び降りた時にヒットラーの肖像を抱えていたところは、このハートフィールド氏を意識したものと考えられる。

## 批評
山 (2013) は、具体像を欠いた人物であることによりハートフィールドは逆説的に読者に対して強烈な存在感を与え続けており、それは村上作品に通底する〈在〉と〈不在〉という主題を巡る問題の本質を体現しているとしたうえで、作中で繰り返される3という数字と関連付け、ハートフィールドが存在するのは，在と不在の『二』の世界ではなく、それらを超えた『三』の世界なのだと述べる。またハートフィールドの投身自殺については、死によってしか地上という現実世界との繋がりを持つことができなかったのだという逆説的な象徴性が孕まれていると解釈し、俺はいつかこれ〔コレクションの中で最も自慢の品であるリヴォルヴァー〕で俺自身をリヴォルヴするのさというハートフィールドの口癖からは、『生』と『死』、『在』と『不在』の循環が連想されるとする。そして、村上にとって小説の執筆とは物語自体が自発的に語り始める生成の場における世界の組み換え作業であると述べ、心理療法と同様に安全と危険との均衡が重要であるその営みにおいて、ハートフィールドは危険過ぎたゆえに死ぬしかなかったのだと分析している。

## 註釈
1. ↑  以下、本記事における「僕」は『風の歌を聴け』の主人公を指すものとする。
2. ↑  デビュー翌年の1931年には毎月7万語、死の前年の1937年には毎月15万語[2]。
3. ↑  山 (2013, p. 56) は、この言葉と村上の川に落ちて，ぱっくりと口を開けた暗渠に流されていくという恐ろしい体験[5]という最初の記憶との類似性を指摘している。
4. ↑  Thomas McClure。唯一のハートフィールド研究家[6]。